# Maroun Lahham

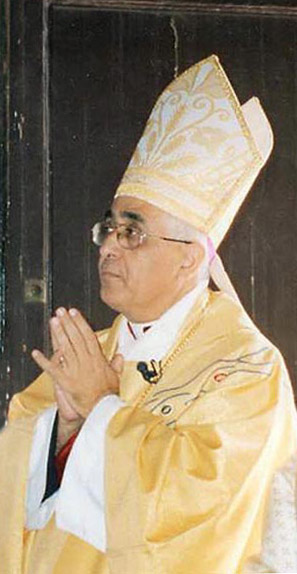
Maroun Lahham

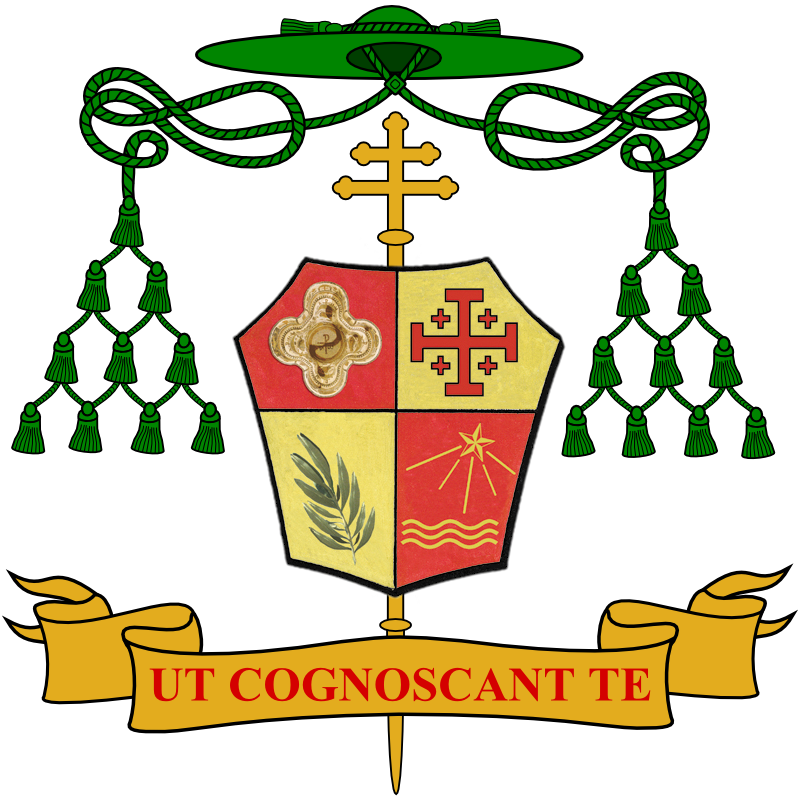
Wappen

Erzbischof Maroun Elias Nimeh Lahham (arabisch مارون لحّام, DMG Mārūn Laḥḥām; * 20. Juli 1948 in Irbid, Jordanien) ist emeritierter Weihbischof im Lateinischen Patriarchat von Jerusalem und Patriarchalvikar für Jordanien.

## Leben
Der römisch-katholische Palästinenser Maroun Lahham studierte Philosophie und Katholische Theologie am Lateinischen Seminar von Beit Jala. Er empfing am 24. Juni 1972 die Priesterweihe in Jerusalem durch Giacomo Giuseppe Beltritti, den Lateinischen Patriarchen von Jerusalem. Er war Vikar in Misdar, einem Stadtteil von Amman (1972/75, 1979/81), Fuheis, Jordanien (1975/76) und Pfarrer in Madaba, Jordanien (1981/88). Von 1976 bis 1979 war Maroun Lahham Fidei-Donum-Priester in Dubai. Dort betreute er zusammen mit Giovanni Bernardo Gremoli OFMCap, dem Apostolischen Vikar von Arabien, die verschiedensprachlichen christlichen Gemeinden.
Nach einem Promotionsstudium in Pastoraltheologie und Katechese von 1988 bis 1992 an der Päpstlichen Lateranuniversität in Rom wurde er mit der Arbeit über die Erwachsenenkatechese zum Dr. theol. promoviert. Von 1992 bis 1994 war er Generaldirektor der Schulen des Lateinischen Patriarchats und wurde 1994 Regens des Lateinischen Priesterseminars in Beit Jala. Zudem lehrte er Pastoraltheologie am Seminar von Beit Jala sowie in Cremisan, dem Seminar der Salesianer Don Boscos in Palästina in Bethlehem, und am Seminar der Kustodie des Heiligen Landes in Jerusalem sowie 1996 an der Universität Bethlehem.
Am 8. September 2005 ernannte ihn Papst Benedikt XVI. zum Bischof von Tunis. Die Bischofsweihe empfing er am 2. Oktober 2005 in der Pfarrkirche von Beit Jala durch den Lateinischen Patriarchen von Jerusalem, Erzbischof Michel Sabbah. Mitkonsekratoren waren der Apostolische Delegat in Jerusalem, Erzbischof Pietro Sambi, und der Koadjutor des Patriarchen von Jerusalem, Erzbischof Fouad Twal.
Maroun Lahham wurde am 23. September 2009 durch Papst Benedikt XVI. zum Mitglied der Zweiten Sonderversammlung der Bischofssynode für Afrika (4. bis 25. Oktober 2009) ernannt. Am 22. Mai 2010 wurde das Bistum Tunis zum Erzbistum erhoben, mit Maroun Lahham als erstem Erzbischof.
Am 19. Januar 2012 ernannte ihn Papst Benedikt XVI. zum Titularerzbischof von Medaba unter Beibehaltung des persönlichen Titels eines Erzbischofs und bestellte ihn zum Weihbischof im Lateinischen Patriarchat von Jerusalem sowie zum Patriarchalvikar für Jordanien. Von Januar bis November 2021 war er Präsident der Regionalen Bischofskonferenz von Nordafrika (CERNA) mit Sitz in Rabat, Marokko.
Papst Franziskus nahm am 4. Februar 2017 seinen vorzeitigen Rücktritt an.
Lahham spricht Arabisch, Französisch, Englisch und Italienisch.

## Ehrungen
- Komtur des Konstantinordens